# یابوچیه (کراگویواتس)
یابوچیه (به صربی: Jabučje) یک منطقهٔ مسکونی در صربستان است که در Pivara Municipality واقع شده‌است. یابوچیه ۱۶۵ نفر جمعیت دارد و ۱۰۰ متر بالاتر از سطح دریا واقع شده‌است.